# 奈良健志
奈良 健志（なら たけし、1966年8月5日 - ）は、日本の俳優。エビス大黒舎所属。秋田県大館市出身。身長193cm、体重85kg。

## 出演

### 映画
- 危ない話『奴らは今夜もやってきた』（1989年7月8日、黒沢清監督） - 編み笠男役[1][2][3][4]
- 悪魔の毒々モンスター 東京へ行く（1989年7月22日、ロイド・カウフマン・マイケル・ハーツ監督）-Taiyaki nose man役
- L-エル-（2016年11月25日、下山天監督） - 屈強な男役
- デイアンドナイト (2019年1月26日、藤井道人監督)　-　窃盗団役

### テレビ
- 検事・悪玉2（2018年、テレビ朝日） - 屈強な男役

### 舞台
- 戸惑いの午後の惨事（1986年、岡田潔プロデュース公演） 作：竹内銃一郎・演出：小林達雄
- かきに、赤い花咲くいくつかのあの家（1986年、岡田潔プロデュース公演）作：竹内銃一郎・演出：小林達雄
- 最後の淋しい猫（1986年、）
- 山椒大夫（1986年、劇団波公演）
- 劇薬（1987年、岡田潔プロデュース公演）作：竹内銃一郎・演出：小林達雄
- Theサムライ（1988年）作・演出：辻政宣
- 有終〜騎兵隊騒動記（1988年、劇団Siryu公演）
- 真夜中のサーカス（1989年）
- すべては無駄だった(2019年、E.G.WORLD)作・演出：金堂修一

### MV
- GACKT『ARROW』（2015年）
- GACKT『GACKT WORLD TOUR 2016 LAST VISUALIVE 最期ノ月 -LAST MOON-』（2016年）

### その他
- Vシネマ　クライムハンター怒りの銃弾（東映Vシネマ、大川俊道監督）
- カラオケビデオ　第一興商レーザーディスク
  - アン・ルイス『リンダ』
  - 小椋佳『白い一日』